# Anna et le Roi (film, 1999)
Pour les articles homonymes, voir Anna et le Roi.
Pour plus de détails, voir Fiche technique et Distribution.
Anna et le Roi (Anna and the King) est un film historique américain d'Andy Tennant, sorti en 1999,.

## Genèse
Le film est adapté du roman de Margaret Landon, Anna et le Roi (1944), roman basé sur une histoire vraie : les mémoires écrits par l'Anglaise Anna Leonowens, qui a été gouvernante à la cour de Siam (actuelle Thaïlande) et professeur des enfants du roi Mongkut (Rama IV) de 1862 à 1867.
Un premier film en avait été adapté en 1946, Anna et le Roi de Siam, avec Irene Dunne et Rex Harrison. En 1956, Walter Lang réalise un film musical, Le Roi et moi, avec Deborah Kerr et Yul Brynner, inspiré de la comédie musicale homonyme de Richard Rodgers et Oscar Hammerstein II, créée au St. James Theatre de Broadway en 1951.

## Synopsis
Le film suit l'histoire d'Anna Leonowens (Jodie Foster) et du roi de Siam Mongkut Rama IV (Chow Yun-fat). Anna, veuve depuis peu, vient au Siam avec son fils Louis pour enseigner l'anglais aux enfants du roi. Intelligente, et dotée d'un fort tempérament, elle plaît beaucoup au roi qui veut à la fois moderniser son pays, le protégeant des menaces du colonialisme - notamment britannique et français, présent alors en Indochine et en Birmanie - et protéger la plupart des anciennes traditions donnant au Siam son identité.
Anna est enchantée par les enfants du roi, particulièrement la princesse Fa-Ying (Melissa Campbell), et lorsque celle-ci vient à mourir du choléra, les deux personnages principaux du film, Anna et le Roi, deviennent intimement liés.
Ce lien qui les unit va être mis à rude épreuve lors de l'exécution d'une des concubines du roi, Tuptim (Bai Ling), et de son amant. Désireuse de revoir son premier amour, devenu moine, elle se rase la tête et se fait elle-même moine bouddhiste ; découverte, elle est injustement accusée d'avoir eu une relation sexuelle avec le moine - son prétendu complice. Les deux ont la tête tranchée, malgré la tentative publique et maladroite d'Anna pour sauver la jeune Tuptim : le roi ne peut se permettre de perdre la face aux yeux de son peuple - et de passer pour un faible en écoutant les supplications d'une gouvernante, anglaise qui plus est.
En effet, malgré la brillante cérémonie organisée par Anna en l'honneur des Britanniques présents au Siam afin d'en faire des alliés, le moment est crucial. Le roi s'apprête à déclarer la guerre à la Birmanie - alors sous protectorat britannique - car depuis peu, le Siam est victime d'attaques près de sa frontière commune avec ce pays... mais contrairement à ce que le Roi et ses ministres pensent, il ne s'agit pas là d'une manœuvre des Britanniques mais bien d'une trahison par son général en chef Alak, qui empoisonne son propre régiment, loyal au roi, pour récupérer les uniformes siamois et en vêtir ses troupes, et tue le frère du roi - le prince Chaofa. Les intentions d'Alak sont claires: bouter les étrangers hors du royaume, et conquérir la Birmanie - pour réaliser un ancien rêve exprimé par un roi siamois.
Grâce à un Anglais toutefois, représentant la Compagnie des Indes Orientales britannique et qui a donc tout intérêt à rester dans le pays, le complot est mis à nu. Dès lors le roi et sa famille tentent de fuir la désormais vulnérable capitale du royaume de Bangkok, et de gagner le monastère où le roi a passé la plus grande partie de sa vie. Prétextant la recherche d'un éléphant blanc, symbole de prospérité, la famille royale se met en marche, avec Anna qui, convaincue par le Premier ministre et malgré son profond chagrin pour Tuptim, décide de soutenir le roi - très probablement d'empêcher son assassinat.
Rattrapé par l'armée rebelle d'Alak, les gardes du corps du roi décident alors de faire sauter un pont pour ralentir la progression de l'ennemi, et pour donner du temps aux renforts - alors au Nord, amassés à la frontière birmane. Dans une scène d'un grand suspense, le roi garde son flegme, en tentant d'attirer le général Alak sur le pont pour le faire sauter et lui avec. Mais Anna, contrairement aux ordres du roi, et plutôt que de fuir vers le monastère, décide alors de sauver l'homme qu'elle aime et, grâce à son fils Louis (Tom Felton) , réussit à persuader l'ennemi de la présence derrière le roi d'une importante force britannique - les feux d'artifice donnant l'illusion d'un déluge de fusées Congreve, alors utilisées par l'armée britannique en tant qu'arme offensive, tandis que le clairon sonné par Louis parfait ce stratagème. L'armée rebelle fuit alors, tandis qu'Alak dans un dernier élan tente d'abattre le roi avec un mousquet, mais un fidèle garde du corps provoque alors l'explosion du pont alors qu'Alak est encore dessus.
La scène finale, après une touchante représentation théâtrale des enfants, a lieu à Bangkok, alors qu'Anna se résigne à partir, ne pouvant bien sûr épouser l'homme qu'elle aime, tandis que le roi ne peut non plus épouser une gouvernante anglaise. On découvre alors l'identité du narrateur, qui n'est autre que le futur roi - alors prince et ami proche de Louis Leonowens - Chulalongkorn (Keith Chin), et qui dans une dernière phrase résume comment une seule femme a pu autant illuminer le Siam.

## Fiche technique
Sauf indication contraire, les informations mentionnées dans cette section peuvent être confirmées par la base de données cinématographiques IMDb,  présente dans la section « Liens externes ».
- Titre : Anna et le Roi
- Titre original : Anna and the King
- Réalisation : Andy Tennant
- Scénario : Steve Meerson, Peter Krikes
- Direction artistique : Lek Chaiyan Chunsuttiwat, Marc Fisichella, Paul Ghirardani, John Ralph
- Décors : Ian Whittaker
- Costumes : Jenny Beavan
- Photographie : Caleb Deschanel
- Musique : George Fenton
- Montage : Roger Bondelli
- Production : Lawrence Bender, Ed Elbert
- Sociétés de production : Fox 2000 Pictures et Lawrence Bender Productions
- Société de distribution : 20th Century Fox
- Sociétés d'effets spéciaux : Digital Filmworks, Illusion Arts, Rhythm and Hues, Spectrum Effects, VisionArt
- Budget de production : 75 000 000 $
- Langues : Anglais, français, thaï
- Format : Couleurs (Technicolor) - 2.35 : 1 - 35 mm Son DTS Dolby Digital SDDS
- Genre : Drame, historique, romance
- Durée : 148 minutes (2 h 28)
- Dates de sortie en salles :
  - France : 26 janvier 2000
  - États-Unis : 17 décembre 1999

## Distribution
- Jodie Foster (VF : elle-même) : Anna Leonowens
- Chow Yun-fat (VF : Omar Yami) : Roi Mongkut
- Bai Ling (VF : Yumi Fujimori) :  Tuptim
- Tom Felton (VF : Brice Ournac) : Louis Leonowens
- Syed Alwi (VF : Jim-Adhi Limas) : Kralahome, premier ministre
- Randall Duk Kim (VF : Bernard Tiphaine) : général Alak
- Kay Siu Lim : Prince Chaofa, frère du roi Mongkut
- Melissa Campbell (VF : Justine Berger) : Princesse Fa-Ying
- Keith Chin (VF : Faycal Zeghadi) : prince Chulalongkorn
- Mano Maniam (VF : Quadri Syed) :  Moonshee, domestique d'Anna Leonowens
- Shanthini Venugopal (VF : Tamila Mesbah) : Beebe, domestique d'Anna Leonowens
- Deanna Yusoff (VF : Esperence Phai Tam Lenc) : Lady Thiang, première épouse du roi
- Geoffrey Palmer (VF : Philippe Catoire) : Lord John Bradley
- Ann Firbank (VF : Danielle Volle) : Lady Bradley
- Bill Stewart (VF : Jean-Claude Sachot) : Mycroft Kincaid, de la Cie des Indes Orientales
- Sean Ghazi (VF : Man Yan Hor) : Khun Phra Balat
- Ramli Hassan (VF : Pierre Dourlens) : roi Chulalongkorn

## Autour du film
Dès sa sortie, Anna et le Roi fut censuré en Malaisie et en Thaïlande,.

### Critiques
En regard du box-office, Anna et le Roi a reçu des critiques mitigées. Il obtient une note de 51 % sur Rotten Tomatoes, sur la base de 99 critiques collectées, concluant que « Anna et le Roi est une belle cinématographie, n'empêchant pas d'être ennuyeux et trop long. ». Sur Metacritic, il obtient une note moyenne de 56/100, sur la base de 32 critiques collectées, ce qui lui permet d'obtenir le label « Critiques mitigées ou moyennes » et est évalué à 3,1/5 pour 16 critiques de presse sur le site d'Allociné.

« Beaucoup trop lent pour être distrayant, Anna et le Roi restera dans les annales de l'industrie cinématographique comme une aciérie plantée en plein désert. »

— Thomas Sotinel, Le Monde, 24 janvier 2000.

« La beauté luxuriante des paysages et des décors et la multiplication exaltante d'éléphants, animal photogénique, à tous les coins de plans, accentuent l'intense sentiment de plénitude que procure la vision de ce pur produit à l'ancienne ficelé par la Fox (...) »

— Didier Péron, Libération, 26 janvier 2000.

« 2 h 28 consciencieuses, un dénouement très hollywoodien et des images léchées de la Malaisie. »

— Sophie Grassin, L'Express, 27 janvier 2000.

## Distinctions
| Année | Distinction                                 | Catégorie                                                        | Nom | Résultat   |
| ----- | ------------------------------------------- | ---------------------------------------------------------------- | --- | ---------- |
| 2000  | Art Directors Guild                         | Meilleur film                                                    | Luciana Arrighi, Tom Nursey ,John Ralph, Paul Ghirardani, Marc Fisichella                                          | Nomination |
| 2000  | Golden Globes                               | Meilleure chanson originale                                      | Kenneth Edmonds, George Fenton, Robert Kraft, Joy Enriquez (pour How Can I Not Love You)                           | Nomination |
| 2000  | Golden Globes                               | Meilleure musique de film                                        | George Fenton | Nomination |
| 2000  | Motion Picture Sound Editors                | Meilleurs effets sonores                                         | Michael T. Ryan, Graham Sutton                                                                                     | Nomination |
| 2000  | Online Film & Television Association Awards | Meilleurs décors                                                 | Luciana Arrighi, Lek Chaiyan Chunsuttiwat, Marc Fisichella, Paul Ghirardani, Tom Nursey, John Ralph, Ian Whittaker | Nomination |
| 2000  | Online Film & Television Association Awards | Meilleurs costumes                                               | Jenny Beavan | Nomination |
| 2000  | Oscars du cinéma                            | Meilleurs décors                                                 | Luciana Arrighi, Ian Whittaker                                                                                     | Nomination |
| 2000  | Oscars du cinéma                            | Meilleure création de costumes                                   | Jenny Beavan | Nomination |
| 2000  | Ruban d'argent                              | Meilleurs décors                                                 | Luciana Arrighi | Nomination |
| 2000  | Young Artist Awards                         | Meilleur film dramatique pour la famille                         | Anna et le Roi | Nomination |
| 2000  | Young Artist Awards                         | Meilleure performance de l'espoir masculin dans un film étranger | Keith Chin | Nomination |